# Mk5特殊任務艇
Mk.V特殊任務艇（Mark V　Special Operations Craft）は、アメリカ海軍特殊戦コマンドが保有する特殊作戦用のボートである。また、本来の任務以外にも輸送力や機動力を活かした哨戒や海上の治安維持および交通監視も行う。

## 開発
Mk.V特殊任務艇の開発は迅速に行われ、発注から18ヶ月後の1994年9月4日には試作艇が完成した。1999年には20艇（370万ドル相当）が建造され、USSOCOMに配備された。しかし、配備直後にフロントガラスが波によって破壊され、操舵室が破壊されるという欠陥が発見された。
これは、元々軽量性を求めすぎた設計に原因があり、船体の選定の際にケブラー単胴船、アルミニウム単胴船、アルミニウム双胴船の三案のうち強度が最も低かったにもかかわらずアルミニウム単胴船を採用したためである。さらにアルミニウム単胴船は双胴船と比較して揺れが非常に大きく内部の居住性が非常に悪いため、早期の改修が求められた。
そこで、2008年1月11日にアメリカ海軍はMk.V.1と呼ばれる新バージョンを発表した。愛称は MAKO（マコ）で、新たに炭素繊維複合材料が用られ、懸案だった凌波性も衝撃吸収材を用いたり座席の形状を変更したりすることで大きく改善された。
また、Maine Marine Manufacturing LLC とメイン大学の Advanced Engineered Wood Composites Center により開発された素材は炭素繊維、ケブラー、発泡コアからなり、Mk.Vの素材と比較して強度は1.5倍となり軽量化にも成功した。これにより、本艇の海上特殊作戦能力は著しく向上した。

## 性能
Mk.V特殊任務艇は500浬（800km）の航続距離と高機動力を有する。艇にはSEALs隊員が16名搭乗でき、コンバット・ラバー・レイディング・クラフト（CRRC）も装備しているために優秀な敵前上陸能力を持つ。また、スキャンイーグル無人偵察機も艦載しており、高度な偵察能力も有している。
中・低脅威作戦下の特殊部隊の対地支援能力も強力で、M60機関銃やM134機関銃、M240機関銃、M2重機関銃、Mk19 自動擲弾銃などの対地上兵器を360度全周に亘り展開できる。
対空兵装はFIM-92や携帯式防空ミサイルシステム（MANPADS）などの誘導兵器以外に、Mk38などの機関砲がある。また、個人装備火器での支援も個艦防衛に含まれている。
船体は、全体が低くコンパクトに設計されているためステルス性が高く、V字型船体により凌波性に優れている。また、2基のMTU製の TE94 エンジンは信頼性に優れ、その強力なウォータージェットは特に海岸や浅瀬において力を発揮する。

## 運用
通常、Mk.V特殊任務艇は2艇で1隊を編成し行動する。
Mk.V特殊任務艇基地はカリフォルニア州サンディエゴのノースアイランド海軍航空基地の北にあり、ここで運用、保守整備、訓練を行う。
ここが基地に選定された理由は、本艇が航空機による輸送を前提としているからであり、そのコンパクトな船体はC-5輸送機到着から48時間以内に同機内に収容でき、目的地到着後24時間以内に展開できる。
また、専用の研修施設や倉庫、電気設備、工廠も有する。

## 登場作品

### 映画
『ネイビー・シールズ』
南太平洋でのクリスト捕縛作戦時にSEALs隊員がLAMPSヘリから「スターシップ」に降下するのを水上から援護している。登場するのは、実際の部隊で使用されている本物である。

### ゲーム
『WarRock』
「Mk.V戦闘支援ボート」の名称で登場する。武装はMk.19 グレネードランチャーとM2重機関銃。
『バトルフィールド バッド カンパニー』
シングルプレイにのみ登場する。敵が使用するほか、主人公らも使用可能。
『マーセナリーズ2 ワールド イン フレームス』
「高速巡視艇」の名称で登場し、連合軍が使用する。武装としてM134 ミニガンと4丁のM2重機関銃を搭載している。

## 参照
1. ↑  “Mark V Special Operations Craft”. FAS.org.  Federation of American Scientists. 2010年5月25日閲覧。
2. ↑  www.navy.mil “Mark V Special Operations Craft” 2008年10月30日閲覧。 {{cite news}}: |url=の値が不正です。 (説明)⚠
3. ↑  “Just Launched: Mako”.   John K. Hanson, Jr. (2008年1月12日). 2008年10月30日閲覧。